# 秦頡
秦頡（？—186年），字初起，荊州南郡鄀縣人，東漢末年政治人物。曾任江夏都尉、南陽太守 。

## 生平

### 黃巾之亂
中平元年（184年）二月，張角相約信眾在三月五日以「蒼天已死，黃天當立，歲在甲子，天下大吉」為口號興兵反漢，黃巾起義爆發。三月，荊州南陽郡黃巾軍首領張曼成攻殺太守褚貢。江夏都尉秦頡臨危受命，繼任南陽郡太守。
六月，秦頡與荊州刺史徐璆聯合出擊，擊敗黃巾軍，斬殺張曼成。黃巾軍便改以趙弘為帥，以十餘萬人佔據宛城。朱儁與荊州刺史徐璆及秦頡合兵一萬八千兵圍攻趙弘，無法攻克，京師有奏議徵朱儁回師，張溫上表說情，靈帝才未行。但消息傳開，朱儁急迫，進攻趙弘，趙弘被殺，由韓忠代替。朱儁又因兵力不足，便擴大防圍、建築陣壘，堆砌土山觀望城內。朱儁軍鳴鼓攻打西南，黃巾軍注意力被引開，朱儁則親率五千精兵掩殺東北，偷襲敵人後方，攻入城池，韓忠唯有退保內城。
黃巾軍受挫，士氣低迷，向官軍乞降。張超、徐璆和秦頡都認為可以接受，但朱儁認為如果接受的話，會讓百姓有利則為賊，無利則乞降的觀念，便不接受並急攻，可是數戰不克，朱儁登上土山觀望城內情勢，明白黃巾軍乞降不成且毫無退路，因而拚死一戰，所以未能攻克。朱儁便解開圍軍，韓忠果然出戰，被朱儁大破，朱儁向北追擊韓忠數十里，斬殺萬多人，韓忠投降，而秦頡對韓忠積怨已久，便將他殺死。這舉令黃巾餘黨不安，推孫夏為帥，據守宛城內城。
中平三年（186年）二月，江夏士兵趙慈發動叛亂，斬殺秦頡，攻陷六縣。朝廷拜羊續為南陽太守，接管南陽事務。六月，羊续与荆州刺史王敏(叡)杀赵慈，为秦颉报仇。

### 秦頡墓
中平元年（184年），秦頡往荊州南陽郡上任，途徑宜城縣城。城中有戶人家，門朝東向大道，秦頡看到後，說：“此居處可作塚”。中平三年（186年），秦頡被殺，運其屍體的馬車路過此時，馬車不肯向前走，秦頡的故吏便掏錢將此房屋買下來做秦頡的墳墓。東晉時宜城縣城中有一座大墓，墓前有兩座石碑，就是秦頡墓。